# Cantone di Montagrier
Il Cantone di Montagrier era una divisione amministrativa dell'arrondissement di Périgueux.
A seguito della riforma approvata con decreto del 21 febbraio 2014, che ha avuto attuazione dopo le elezioni dipartimentali del 2015, è stato soppresso.

## Composizione
Comprendeva i comuni di:
- Celles
- Chapdeuil
- Creyssac
- Douchapt
- Grand-Brassac
- Montagrier
- Paussac-et-Saint-Vivien
- Saint-Just
- Saint-Victor
- Segonzac
- Tocane-Saint-Apre